# Leptopsalis hillyardi
Leptopsalis hillyardi is een hooiwagen uit de familie Stylocellidae. De originele naamcombinatie (protoniem) was Stylocellus hillyardi Shear, 1993.